# 色斑角吻沙蚕
色斑角吻沙蚕（学名：Goniada maculata）为角吻沙蚕科角吻沙蚕属的动物。分布于西欧、北美东北部、北太平洋，包括渤海、黄海、东海、南海北部湾等海域。
其种加词“maculata”意为“有斑点的”。